# Mizuno Jun
Jun Mizuno (sinh ngày 4 tháng 8 năm 1974) là một cầu thủ bóng đá người Nhật Bản.

## Sự nghiệp câu lạc bộ
Jun Mizuno đã từng chơi cho JEF United Ichihara và Mito HollyHock.